# 维莱吕尔
维莱吕尔（法語：Vy-lès-Lure，法語發音：[vi lɛ lyʁ]，意为“吕尔附近的维”）是法国上索恩省的一个市镇，属于吕尔区。

## 地理
维莱吕尔（47°38'51"N, 6°26'49"E）面积16 平方千米，位于法国勃艮第-弗朗什-孔泰大區上索恩省，该省份为法国东部内陆省份，北起顺时针与孚日省、贝尔福地区省、杜省、汝拉省、科多尔省和上马恩省接壤。
与维莱吕尔接壤的市镇（或旧市镇、城区）包括：阿尔珀南、莱赛南、马尼韦尔努瓦、莫朗、武南。

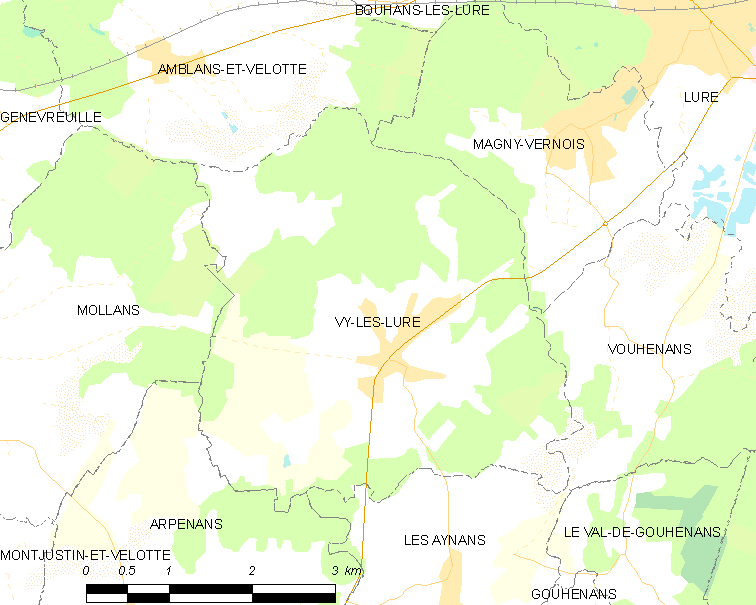
维莱吕尔的OSM定位图

维莱吕尔的时区为UTC+01:00、UTC+02:00（夏令时）。

## 行政
维莱吕尔的邮政编码为70200，INSEE市镇编码为70581。

## 政治
维莱吕尔所属的省级选区为吕尔第二县。

## 人口

1962-2008年间维莱吕尔人口变化图示

维莱吕尔于2022年1月1日时的人口数量为714人。